# Castello di Hara

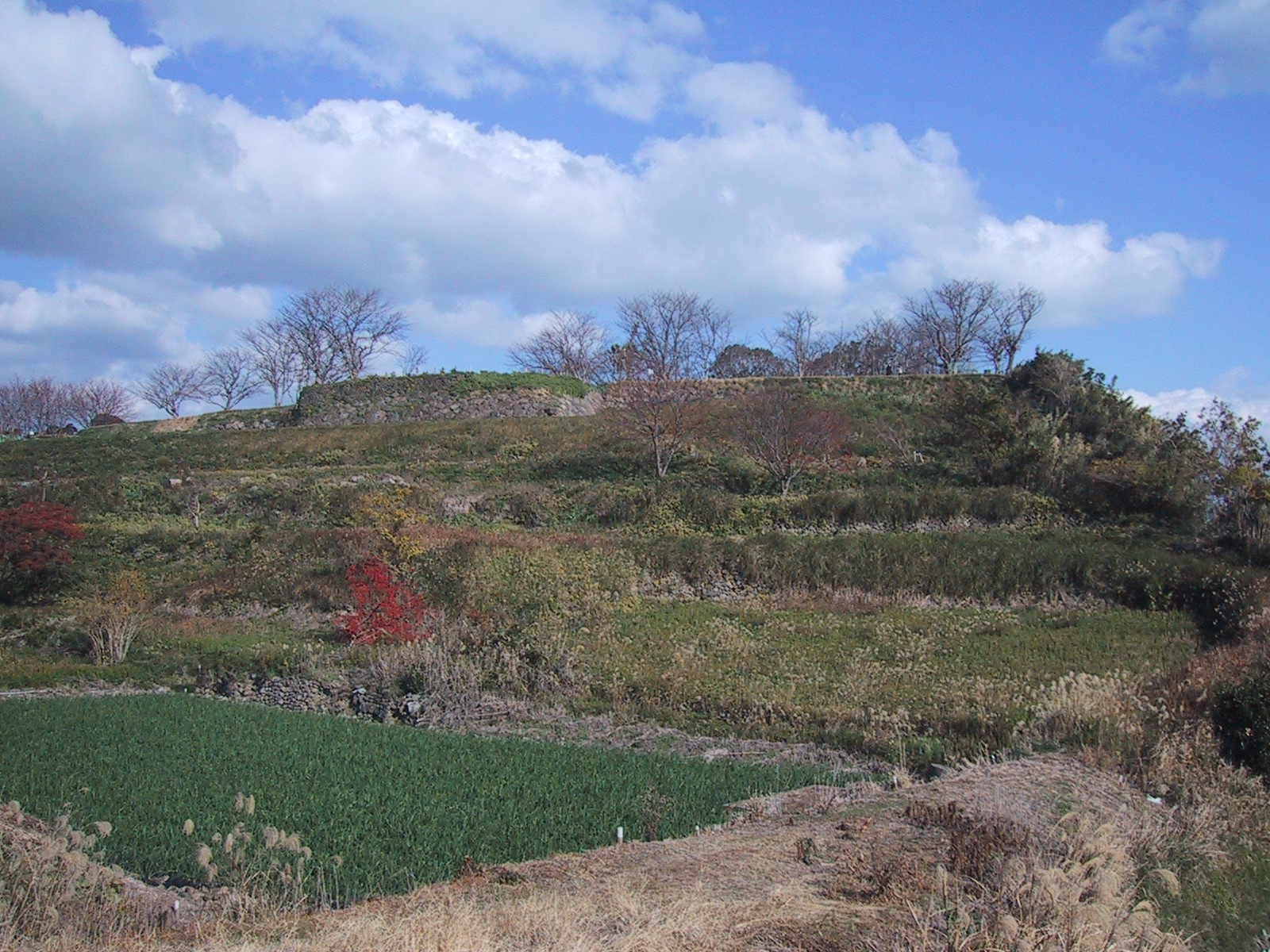
Resti del castello di Hara

Il castello di Hara era un castello giapponese situato nell'odierna prefettura di Nagasaki, nella penisola di Shimabara.

## Storia
Il castello apparteneva al clan Arima prima che si trasferissero nel Dominio di Nobeoka. Era situato su un promontorio che dava sul mare che bagnata tre dei suoi lati, l'ingresso era possibile solo da uno stretto valico protetto da un fossato. Il castello fu smantellato nel XVII secolo e fu reso famoso dalla Rivolta di Shimabara (1637 - 1638), la rivolta di contadini e ronin cattolici che insorsero contro lo Shogunato Tokugawa per la forte persecuzione religiosa nei confronti dei kirishitan (come si facevano chiamare i cattolici giapponesi).
Gli insorti non avendo una tale forza militare da resistere alle truppe dello Shogun, si barricarono nel castello di Hara, che era abbandonato e in rovina, così lavorarono per ricostruire le sue difese e lo adornarono con i loro vessilli crociati.
Dopo la sconfitta e il massacro di tutti gli insorti presenti nel castello, questo fu incendiato e completamente raso al suolo, divenendo la tomba per tutti i cadaveri decapitati dei ribelli cattolici.